# Zagorice (Republika Serbska)
Zagorice (cyr. Загорице) – wieś w Bośni i Hercegowinie, w Republice Serbskiej, w gminie Rogatica. W 2013 roku liczyła 12 mieszkańców.